# 주현우
주현우(1990년 2월 1일 ~ )은 대한민국의 축구 선수이며 포지션은 수비수이다. 현 K리그2 FC 안양에서 활약하고 있다.

## 선수 경력
2009년 동신대학교 축구부에 입단하였고 대학 재학 중이던 2011년 현역으로 입대하여 병역 의무를 마쳤다. 이후 2015년 드래프트를 통해 K리그 클래식의 광주 FC에 입단하였다. 데뷔 시즌 리그 28경기에 출전하여 1도움을 기록하였다.
2018시즌을 앞두고 성남 FC에 입단했다.
2020시즌 여름 이적시장에서 K리그2의 FC 안양으로 임대이적했다.
2021시즌을 앞두고 FC 안양으로 완전이적했다.